# Colegio de San Javier (Goa)
El Colegio de San Javier es un centro educativo ubicado en la ciudad del distrito norte de Goa de Mapusa (también escrito como Mapuca, Mapusa o Mapsa). Es la mayor y más antigua universidad del norte del río Mandovi en Goa, un estado a lo largo de la costa oeste de la India. Su director es el Dr. P. Walter de Sá, que se unió en 2008. La universidad está acreditada por la NAAC con una "A" Grado con CGPA de 3,36 en una escala de 0 al 4.